# Imperial Brands
Imperial Brands, precedentemente Imperial Tobacco, è una multinazionale britannica del tabacco con sede a Londra e Bristol, in Inghilterra.  È la quarta azienda internazionale di sigarette al mondo, in base alla quota di mercato dopo Philip Morris International, British American Tobacco e Japan Tobacco, e il più grande produttore mondiale di tabacco trinciato a taglio fine e di carte per tabacco.
Quotata alla Borsa di Londra e componente dell'indice FTSE 100, Imperial Brands ha 30 fabbriche in tutto il mondo e i suoi prodotti sono venduti in circa 120 paesi. I suoi marchi includono Davidoff, West, Golden Virginia, Drum e Rizla+. Negli ultimi anni ha anche ampliato la sua gamma di prodotti per includere prodotti alternativi alla nicotina, tra cui il marchio di vaporizzatori blu, il sistema di tabacco riscaldato Pulze e iD e le buste di nicotina Zone X e Skruf.
Imperial Tobacco Canada, la filiale canadese di British American Tobacco, non ha alcuna relazione con Imperial Brands.

## Storia

### Dal 1901 al 2000

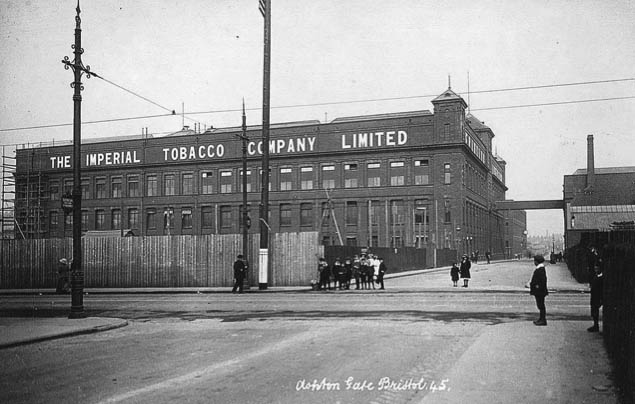
Edificio Imperial Tobacco in Raleigh Road, Bristol, costruito nel 1912

La Imperial Tobacco Company fu creata nel 1901, in risposta alla guerra dei prezzi nel mercato britannico promossa dall'American Tobacco Company di James Buchanan Duke ("Buck Duke"). Amalgamò 13 aziende britanniche di tabacco e sigarette: W.D. & H.O. Wills di Bristol (il principale produttore di prodotti del tabacco a quel tempo), John Player & Sons di Nottingham e altre 11 aziende familiari indipendenti. Le altre società più piccole, coinvolte nella fusione, includevano Lambert & Butler, William Clarke & Son, Franklyn Davey, Edwards Ringer & Bigg, Hignett Brothers, Hignett's Tobacco, Adkins & Sons, Richmond Cavendish, D&J MacDonald e F&J Smith. Nel 1902 la tipografia e l'azienda di imballaggio Mardon, Son & Hall fu assorbita. Nel 1904, la James & Finlay Bell Ltd fu fusa nella filiale Stephen Mitchell & Son. Il primo presidente della società fu William Henry Wills della Wills Company.
Nel 1902, l'Imperial Tobacco Company e l'American Tobacco Company decisero di formare una joint venture: la British-American Tobacco Company Ltd. Le società madri concordarono di non commerciare nel territorio nazionale dell'altra e di cedere alla joint venture marchi, attività di esportazione e filiali estere. Costruì l'Imperial Tobacco Company Building a Mullins, nella Carolina del Sud, negli Stati Uniti, tra il 1908 e il 1913. L'azienda espanse le imprese di coltivazione del tabacco negli Stati Uniti che WD & HO Wills aveva sviluppato prima della fusione del 1901. Fondò anche la propria organizzazione di acquisto di foglie negli Stati Uniti attraverso il suo edificio, l'Imperial Tobacco Warehouse, a Durham, nella Carolina del Nord, in seguito di proprietà di Measurement Incorporated. Mentre l'American Tobacco vendette la sua quota di BAT nel 1911, una cessione provocata dalle sentenze della Corte Suprema in un caso di antitrust, l'Imperial mantenne una partecipazione nella British American Tobacco fino al 1980.

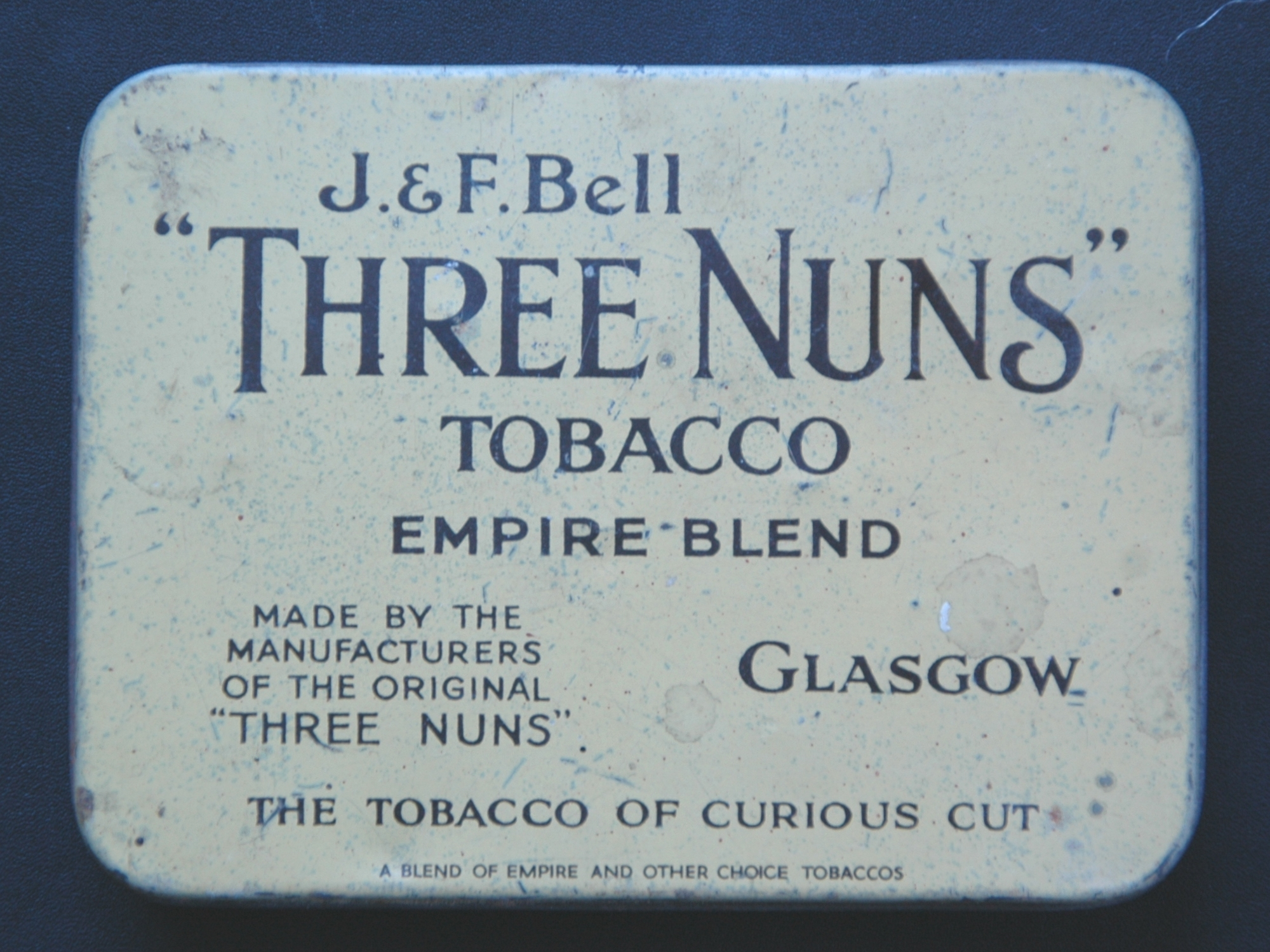
Una lattina da 2 once (57 g) per tabacco J&F Bell "Three Nuns"

Nel 1973, la Imperial Tobacco Company, che si era sempre più diversificata con l'acquisizione di catene di ristoranti, servizi di ristorazione e attività di distribuzione, cambiò il suo nome in Imperial Group, mentre i prodotti del tabacco continuarono ad essere venduti da una filiale di nuova costituzione denominata Imperial Tobacco Limited.
Nel 1986, la società è stata acquisita dal conglomerato Hanson Trust plc per 2,5 miliardi di sterline.  Le cessioni durante il periodo di proprietà di Hanson includevano Courage Brewery a Elders, Golden Wonder a Dalgety, Finlays a Arunbhai J. Patel, il ramo di vendita all'ingrosso di Sinclair & Collis a Palmer & Harvey, Imperial Hotels e Catering a Trust House Forte e Ross Frozen Foods a United Biscuits. Ciò ha portato anche a una controversia sui pagamenti delle pensioni ai dipendenti, come è accaduto in Imperial Group Pension Trust Ltd v Imperial Tobacco Ltd. Nel 1996, a seguito della decisione di concentrarsi sulle attività principali del tabacco, Hanson ha scisso Imperial ed è stata quotata come società indipendente alla borsa del Regno Unito.

### Dal 2000 ad oggi

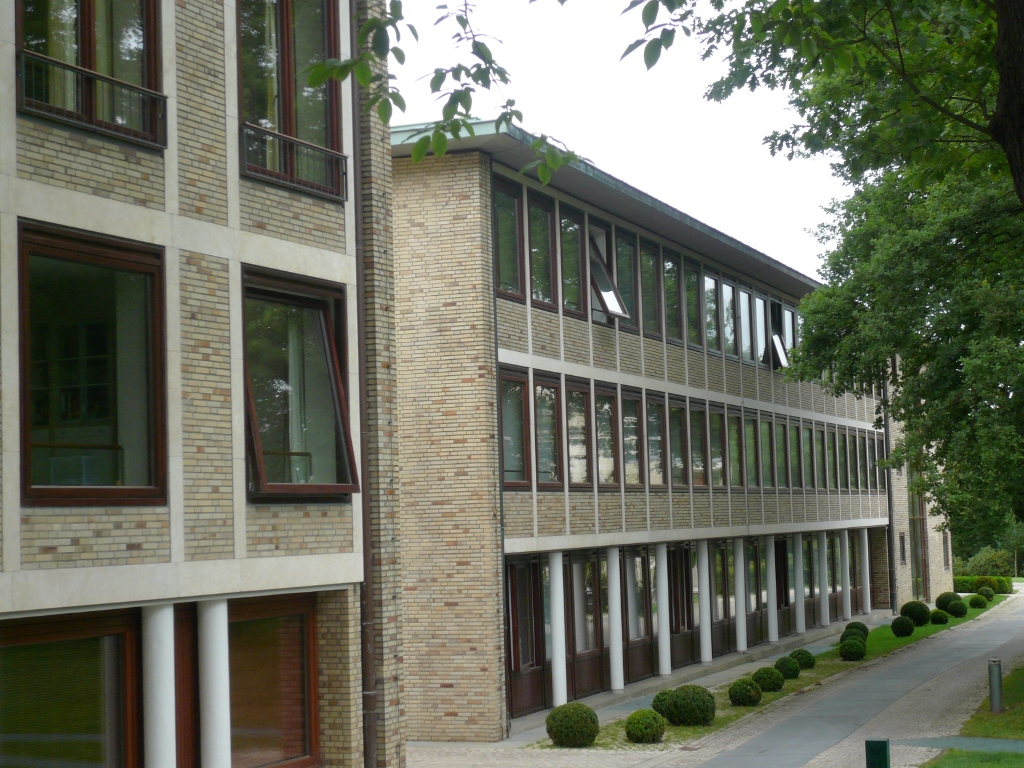
L'ex sede centrale di Reemtsma ad Amburgo, in Germania, nel luglio 2009

Nel 2003, Imperial ha acquisito l'allora quarta azienda di tabacco più grande del mondo, la tedesca Reemtsma Cigarettenfabriken GmbH: l'accordo ha aggiunto marchi come Davidoff, Peter Stuyvesant e West al suo portafoglio. Nel 2007, Imperial Tobacco è entrata nel mercato del tabacco degli Stati Uniti con l'acquisizione da 1,9 miliardi di dollari di Commonwealth Brands Inc., allora la quarta più grande azienda di tabacco negli Stati Uniti.  Nel febbraio 2008, Imperial ha acquisito l'allora quinta azienda di tabacco più grande del mondo, Altadis, i cui marchi includevano Fortuna, Gauloises Blondes e Gitanes. Successivamente sono state annunciate una serie di chiusure di fabbriche, tra cui la fabbrica di sigari di lunga data a Bristol.
A seguito della decisione del Parlamento scozzese nel gennaio 2010, di vietare l'esposizione di prodotti del tabacco nei negozi, così come la disponibilità di distributori automatici di tabacco negli edifici pubblici a partire dall'autunno 2011, Imperial Tobacco ha tentato di contestare il cambiamento della legge sulla base del fatto che le regole della vendita dei prodotti spettavano al Parlamento di Westminster. Tuttavia, questo caso è stato respinto il 30 settembre 2010 da Lord Bracadale presso la Court of Session di Edimburgo.
Nel 2011, Altadis USA Inc. ha dichiarato che avrebbe ampliato la sua sede centrale di Fort Lauderdale, in Florida, e avrebbe trasferito i dipendenti di Commonwealth Brands Inc. da Bowling Green, Kentucky. Il nome della società cambiò in Commonwealth-Altadis Inc.
Nel 2013, Imperial ha aperto una nuova sede globale a Bristol. Nell'aprile 2014, Imperial ha annunciato la chiusura della sua fabbrica Horizon di lunga data a Nottingham. La fabbrica ha chiuso nel 2016, segnando la fine della produzione di sigarette in Inghilterra.
Il 15 luglio 2014, Reynolds American ha acquisito la Lorillard Tobacco Company, con sede a Greensboro, nella Carolina del Nord, per 27,4 miliardi di dollari. L'accordo includeva anche la vendita dei marchi Kool, Winston, Salem e blu eCigs a Imperial per 7,1 miliardi di dollari. Nel novembre 2014, Imperial ha dichiarato che Commonwealth-Altadis e le operazioni di Lorillard acquisite si sarebbero chiamate ITG Brands LLC. L'accordo con Lorillard è stato completato il 12 giugno 2015 e, come parte dell'accordo, Greensboro è diventata la sede centrale di ITG. Il 1º novembre 2018, ITG ha annunciato che la produzione si sarebbe spostata dall'ex stabilimento dell'American Tobacco Company a Reidsville, nella Carolina del Nord, costruito nel 1892 e successivamente ampliato, a Greensboro entro il 2020. L'impianto produceva USA Gold, Sonoma, Montclair e Rave.

Vecchio logo dell'azienda, utilizzato fino al 2016 quando è cambiato in "Imperial Brands"

Nel febbraio 2016, Imperial ha cambiato il nome in "Imperial Brands" per prendere le distanze dal tabacco.
Nel 2018, una filiale, Imperial Brands Ventures, ha acquisito una partecipazione in Oxford Cannabinoid Technologies, autorizzata dal governo britannico a sviluppare farmaci a base di cannabis.
Nel novembre 2019 la società ha annunciato la nomina a presidente del suo direttore senior Thérèse Esperdy. Nel luglio 2020, Stefan Bomhard, ex amministratore delegato del distributore automobilistico globale Inchcape ed ex presidente di Bacardi Europe, è diventato amministratore delegato di Imperial Brands.
Nel 2021, Imperial Brands ha aperto un ufficio a Hammersmith, nella zona ovest di Londra. Sempre nel 2021 ha lanciato il sistema di tabacco riscaldato Pulze e iD in mercati europei selezionati. L'azienda ha anche lanciato Zone X, un marchio di nicotina orale, in diversi paesi europei. Nel 2022 e nel 2023, Imperial Brands ha lanciato blu 2.0, un aggiornamento del suo dispositivo di svapo blu, nel Regno Unito e in vari altri paesi.

## Marchi
La Imperial Tobacco divide i suoi marchi in due categorie:
Global strategic brands
- Davidoff
- Gauloises Blondes
- Peter Stuyvesant
- Fortuna

Other key brands
- West
- Classic
- Drum
- Excellence
- Fine
- Gitanes
- Golden Virginia
- John Player Special
- Lambert & Butler
- Marquise
- Maxim
- Richmond
- Rizla+
- Route 66
- Sonoma
- USA Gold
- Windsor Blue
- Origines
- Van Nelle